# Inside the Hollow
Inside the Hollow est le second album du groupe de rock féminin canadien Lillix, sorti au Canada le 29 août 2006 et le 6 septembre 2006 au Japon.
Le premier single de cet album est Sweet Temptation.

## Liste des titres
1. Blackout — 3:05
2. Little Things — 3:20
3. Every Girl — 3:22
4. Sweet Temptation — 3:28
5. Doughnut — 3:24
6. Wishing Well — 4:15
7. Just Like You — 3:53
8. Got Off Easy — 3:30
9. Turpentine — 4:18
10. Tempo Change — 3:59
11. Poor Little Girl — 2:54
12. Stay — 5:06
13. The Meaning — 3:08, piste bonus de l'édition japonaise.

## Classements
- Japon: N°48 (ventes : 3 437 copies pour la première semaine.)